# Tanacetipathes tanacetum
Tanacetipathes tanacetum is een Antipathariasoort uit de familie van de Myriopathidae. De wetenschappelijke naam van de soort is voor het eerst geldig gepubliceerd in 1880 door Pourtalès.